# Nuta James
Nuta Bartlett James (Alegrete, Río Grande del Sur, 8 de mayo de 1885 — Río de Janeiro, 6 de abril de 1976) fue una revolucionaria y feminista brasileña.

## Vida
Cuando nació Nuta Bartlett James, precisamente en la zona fronteriza entre Uruguay y Argentina, el segundo Imperio Brasileño vivía sus últimos días, con dos campañas populares en las calles uniendo al pueblo y a las fuerzas armadas: las de la abolición de la esclavitud y de la república.
Nuta James era nieta de los barones de São Borja. Su abuelo paterno, Victorino José Carneiro Monteiro, el barón de São Borja, por ejemplo, era un valiente militar, que, aunque nacido en Recife, participó de campañas memorables como la del Uruguay y, finalmente, en la del Paraguay, habiendo antes combatido en Pernambuco, Panelas, Miranda, y en Jacuípe.
Era hija de Victorino Ribeiro Carneiro Monteiro, que había sido representante de su tierra natal, Río Grande del Sur, en la Asamblea Constituyente Republicana, en 1891.
Fue educada en el Colegio Sion, de Petrópolis, y contrajo matrimonio en 1911 con el joven Bartlett George James (de donde heredó ese apelativo), de origen inglés, y electo diputado federal por el entonces Distrito Federal de Río de Janeiro.
La pareja se integró de cuerpo y alma a la campaña de Nilo Peçanha a la Presidencia de la República. Con la derrota de Nilo Peçanha ante la máquina de corruptelas del gobierno, la residencia de los Bartlett James, en Todos os Santos se transformó en un foco de resistencia a la prepotencia del gobierno de Epitácio Pessoa, culminando con la revolución de los 18 del Fuerte y de la Escuela Militar de Realengo, ambas sofocadas. Posteriormente su marido fue llevado preso a la isla Rasa, donde quedó incomunicado, y la policía del célebre Mariscal Fontoura, ya en el gobierno de Arthur Bernardes, intentó invadir su casa, bajo el pretexto de encontrar bombas. Doña Nuta Bartlett James se defendió a balazos, siendo llevada a un penal, donde fue encarcelada por dos meses y medio, mientras que su esposo lo fue durante 26 meses.
Pensaba en una reforma social en Brasil, por las armas, asî tomó parte en el movimiento revolucionario de São Paulo, en 1924, bajo el liderazgo del viejo general Isidoro Dias Lopes. Entre 1922 a 1930, Doña Nuta Bartlett James participó de varias otras conspiraciones. Más de una vez su marido fue preso, en especial en las vísperas de la Revolución de 1930, con la cual estaba fuertemente comprometido. El excongresista (diputado federal de mandato cumplido) fue llevado preso a un penal en compañía de un hijo menor.
Con la capitulación del gobierno de Washington Luiz, el 24 de octubre de 1930, Doña Nuta Bartlett James se dirigió a la casa de detención para liberar a su marido y a su hijo, y ante la inoperancia del director del presidio, la pareja asumió dicha dirección de la penitenciaria, evitando la fuga de los presos comunes.
Durante algún tiempo prestigió el gobierno provisorio de Getúlio Vargas, sin embargo, cuando estalló el Movimiento Constitucionalista de 1932, adhirió a la revolución paulista. Entonces, victorioso el gobierno, Getúlio Vargas se encontró con las puertas abiertas para implantar el Estado Novo, en 1937, y la pareja nunca más mantuvo relaciones políticas con Getúlio.
Enviudó en 1939, iniciando un verdadero vía crucis para lograr completar la educación de los nueve hijos, consiguiendo encaminarlos fructiferamente a la sociedad. Solo en 1954, con la redemocratización del país, Doña Nuta volvió a los escenarios políticos, participando de la fundación de la Unión Democrática Nacional, por la cual disputó, el 19 de enero de 1947, una vacante de diputado federal, mas sin éxito, a pesar de haber obtenido importante caudal de votos.
Siempre en la primera línea de las campañas udenistas, luchó por Eduardo Gomes, Juarez Távora, Jânio Quadros. Fue una de los soldados de la batalla de "El Petróleo Es Nuestro", cuyos comicios, contaron con la presencia de Doña Nuta Bartlett James, y siempre concluían con la represión de la policía montada. Por su entusiasmo, fue elegida para la directriz nacional de la UDN. Además participó activamente de las campañas de 1945, que derrumbaron a Getúlio Vargas, y la de 1964, que culminó con la victoria del movimiento militar.
Su última presencia en la vida política fue en 1974, cuando defendió la elección de su hijo Victorino James, electo por una gran mayoría de votos.
Falleció el 6 de abril de 1976, a los 90 años en plena lucidez.

## Honores

### Epónimos
- Colegio Estadual N.º 1138 Nuta Bartlett James, en el municipio de Nilópolis, Estado de Río de Janeiro[4]
- Avenida Nuta James, situada en el barrio de la Barra da Tijuca, próxima a Avenida Armando Lombardi